# Rue Francis-de-Miomandre
La rue Francis-de-Miomandre est une voie du 13e arrondissement de Paris, en France.

## Situation et accès
La rue Francis-de-Miomandre est une voie publique située dans le 13e arrondissement de Paris. Elle débute avenue Caffieri et se termine rue Louis-Pergaud.

## Origine du nom

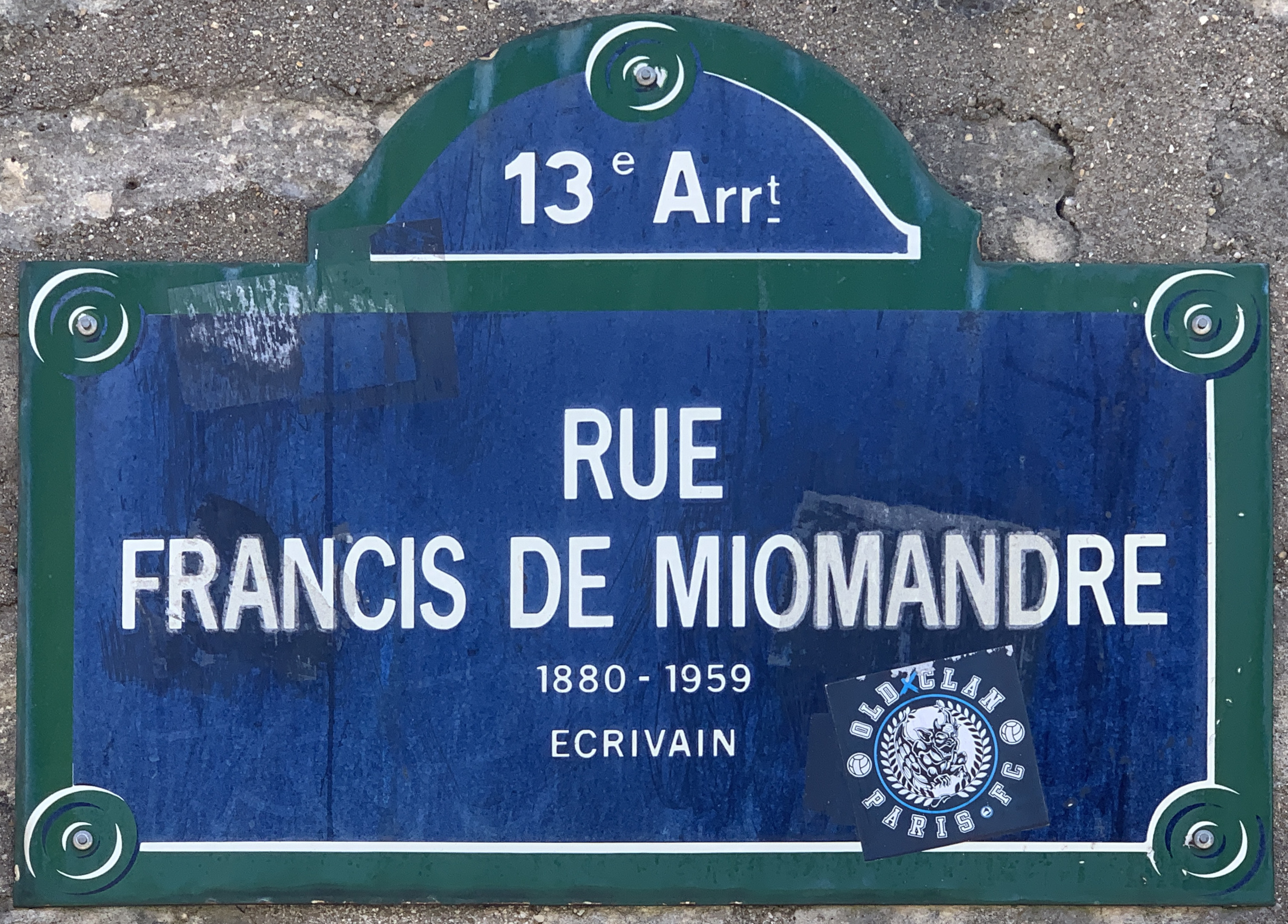
Plaque de la rue.

Elle porte le nom de l'écrivain français, Francis de Miomandre (1880-1959), prix Goncourt en 1908.

## Historique
Cette voie piétonne latérale au cimetière de Gentilly ouverte sous le nom provisoire de « voie AM/13 » a pris sa dénomination actuelle par arrêté municipal du 30 août 1978.